# Le Prince des cacahuètes
Pour plus de détails, voir Fiche technique et Distribution.
Le Prince des cacahuètes (How to Handle Women) est un film américain réalisé par William J. Craft et sorti en 1928.

## Synopsis
Len Higgins, un dessinateur commercial d'une petite ville, aide le prince Hendryx de Volgarie à obtenir un prêt aux États-Unis. En guise de garantie, le prince n'a que l'immense récolte d'arachides de son pays. Higgins, un amateur d'arachides, persuade le prince d'échanger sa place avec lui ; en utilisant des techniques de vente astucieuses, il vend la récolte d'arachides et obtient le prêt. Higgins est reconnu pour son intelligence, et gagne l'amour de la chroniqueuse Beatrice Fairbanks.

## Fiche technique
- Titre original : How to Handle Women
- Réalisation : William J. Craft
- Scénario : Carl Krusada (scenario), Jack Foley (adaptation), Albert DeMond (intertitres) d'après une histoire de William James Craft et Jack Foley
- Production : Carl Laemmle
- Photographie : Arthur L. Todd
- Montage : Charles Craft
- Genre : Comédie[2]
- Distributeur : Universal Pictures
- Durée : 60 minutes
- Date de sortie : 14 octobre 1928

## Distribution
- Glenn Tryon : Leonard Higgins
- Marian Nixon : Beatrice Fairbanks
- Raymond Keane : Prince Hendryx
- Mario Carillo : Count Olaf
- George Herriman : lui-même
- Bull Montana : le Turc
- Cesare Gravina : Tony
- Robert T. Haines : The Editor
- Leo White : le secrétaire
- Violet La Plante : le stenographe

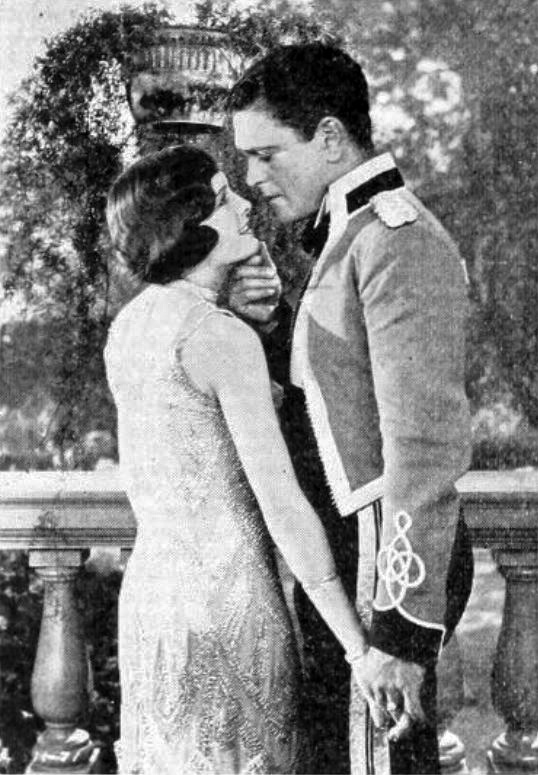
Marian Nixon et Glenn Tryon dans une scène du film.

- Béla Lugosi : assistant du Diplomate (non crédité)